# Lee Chul-seung
Lee Chul-seung (Gimcheon, 29 giugno 1972) è un tennistavolista sudcoreano.